# ʿAin Dschālūt
ʿAin Dschālūt oder Ain Dschalut, auch Ain Djalut, Ain Jalut, Ayn Dschalut und Ayn Jalut (arabisch عين جالوت Ain Dschalut, DMG ʿAin Ǧālūt ‚Goliathsquelle‘; hebräisch מַעְיַן חֲרוֹד Maʿejan Charōd, deutsch ‚Quelle Charods‘), ist ein Ort in Israel im Emeq Charod (Tal von Charod), dem östlichen Ausläufer der Jesreelebene. Der Legende nach ist es der Ort, an dem David Goliath tötete. 
Hier besiegte Baibars, der mamlukische Befehlshaber von Ägypten, in einer Schlacht 1260 eine mongolische Armee Hülegüs unter dem Befehl des nestorianischen Naimanen Kitbukha. Dieser Sieg führte zur Rückeroberung Syriens und stoppte den mongolischen Vorstoß in den Nahen Osten. 

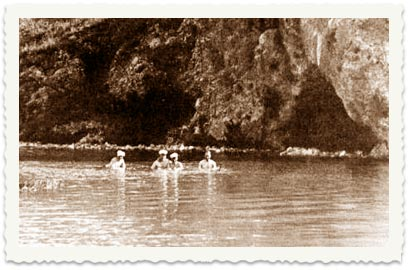
Piloten der deutschen Luftstreitkräfte beim erfrischenden Bad, um 1915

Benachbart ist der 1921 gegründete Kibbuz Ein Charod. Seit 1968 bilden die Quelle und die Hügel oberhalb davon am südlichen Rand des Gilboa-Gebirges mit einer Fläche von 1,136 km² den Nationalpark Maʿejan Charod.